# Hans Leistner
Hans Jörg Leistner, född 12 januari 1927 i Dresden, död 24 december 2005 i Limhamns församling, Malmö, var en tysk-svensk ingenjör.
Leistner blev diplomingenjör vid Tekniska högskolan i Karlsruhe 1955, statiker vid Ed. Züblin AG i Västtyskland 1955, chefstatiker hos diplomingenjör H. Dietsche 1956, konstruktör hos ingenjör Valdemar Poulsen i Malmö 1957, hos AB Wihlborg & Son 1959, konsult vid AB Skånska Cementgjuteriets dotterbolag AB Tryckrör i Malmö 1962 och beräknings- och konstruktionschef där från 1965.
Leistner var medlem av Svenska Väg- och vattenbyggares Riksförbund (SVR) och författade artiklar i svenska och tyska facktidskrifter.